# جيمس إل. آدامز
جيمس إل. آدامز (بالإنجليزية: James L. Adams)‏ هو سياسي أمريكي، ولد في 2 أكتوبر 1921، وتوفي في 6 أغسطس 2014. حزبياً، نشط في الحزب الديمقراطي. وقد انتخب عضو مجلس نواب مينيسوتا.